# Jackie O (ópera)
Jackie O es una ópera de cámara en dos actos con música de Michael Daugherty y libreto en inglés de Wayne Koestenbaum. Se trata de un encargo que le hizo la Houston Grand Opera en 1995. Jackie O se estrenó en el Teatro Cullen, Houston (Texas), el 14 de marzo de 1997 con una segunda interpretación el 16 de marzo de 1997, ambas dirigidas por Christopher Larkin. 
Se inspira en la cultura popular y musical estadounidense de finales de los años sesenta y episodios de la vida de Jacqueline Kennedy Onassis. 
Es una ópera poco representada en la actualidad; en las estadísticas de Operabase aparece con solo una representación en el período 2005-2010, siendo la única de Michael Daugherty.

## Personajes
| Personaje           | Tesitura                             | Reparto del estreno, 14 de marzo de 1997 (Director: - Christopher Larkin) |
| ------------------- | ------------------------------------ | ------------------------------------------------------------------------- |
| Jackie O            | soprano                              | Nicole Heaston                                                            |
| Maria Callas        | mezzosoprano                         | Stephanie Novacek                                                         |
| Grace Kelly         | mezzosoprano                         | Joyce DiDonato                                                            |
| Andy Warhol         | barítono                             | Daniel Belcher                                                            |
| Aristóteles Onassis | bajo                                 | Eric Owens                                                                |
| Liz Taylor          | soprano                              | Jonita Lattimore                                                          |
| John F. Kennedy     | tenor                                | John McVeigh                                                              |
| Paparazzo           | bailarín de claqué, papel no cantado | Bruce Brown                                                               |